# Fast.ai
fast.ai является некоммерческой исследовательской группой, сфокусированной на глубоком обучении и искусственном интеллекте. Группа была основана в 2016 году Джереми Ховардом и Рейчел Томас с целью демонстрации глубокого обучения. Они осуществили это посредством создания массового открытого онлайн-курса (МООК), названного «Практичесткое глубокое обучение для кодеров» ("Practical Deep Learning for Coders"), единственным необходимым условием для обучения на котором является знание языка программирования Python.

## Массовый открытый онлайн-курс
Бесплатный МООК «Практичесткое глубокое обучение для кодеров» доступен как серия записанных на видео лекций, проведённых Ховардом и Томас в Университете Сан-Франциско. В отличие от большинства других онлайновых курсов, студентам, успешно закончившим курс, сертификат не выдаётся. Только студенты, имевшие очные занятия по курсу, удостаиваются сертификата от Университета Сан-Франциско.
Курс состоит из 2 частей, в каждом по 7 уроков. Темы включают в себя классификацию изображений, стохастический градиентный спуск, обработку естественного языка и различные архитектуры глубокого обучения, такие как свёрточная нейронная сеть, рекурсивная нейронная сеть и генеративно-состязательная сеть.

## Программное обеспечение
Осенью 2018 года fast.ai выпустила версию 1.0 своей библиотеки для глубокого обучения, названной fastai (без точки). Данная библиотека создана поверх библиотеки PyTorch. Платформа Google Cloud первой объявила о её поддержке. Библиотека fastai имеет открытый код, опубликована на GitHub, имеет лицензию Apache, версия 2.